# Геренда Євген Богданович
Євге́н Богда́нович Гере́нда (нар. 11 квітня 1965 року, Калуш) — колишній український футбольний арбітр.

## Кар'єра
Євген Геренда почав працювати арбітром у 1994 році, коли почав обслуговувати матчі регіональних змагань. У цьому ж році Геренду перевели на обслуговування матчів Чемпіонату України серед аматорів. Через 2 роки, з 1996, Євген Геренда став обслуговувати матчі другої ліги України. З 2001 року — Першої ліги України, а з 2005 року — матчі найвищого українського дивізіону Прем'єр ліги. У 2009 році відсудив матч за Суперкубок України.